# Comines-Warneton
Comines-Warneton (în neerlandeză Komen-Waasten, în dialectul picard: Comène-Warneuton) este un oraș francofon din regiunea Valonia din Belgia. Comines-Warneton este una dintre comunele belgiene cu facilități lingvistice pentru populația flamandă, comuna fiind o exclavă a regiunii valone, situată între Franța și Flandra. La 1 ianuarie 2008 comuna Comines-Warneton avea o populație totală de 17.651 locuitori.

## Geografie
Comuna actuală Comines-Warneton a fost formată în urma unei reorganizări teritoriale în anul 1977, prin înglobarea într-o singură entitate a cinci comune învecinate. Suprafața totală a comunei este de 61,09 km². Comuna Comines-Warneton este subdivizată în secțiuni, ce corespund aproximativ cu fostele comune de dinainte de 1977. Acestea sunt:
| - I. Comines VI. Ten Brielen - II. Houthem |

Localitățile limitrofe sunt:
| În Belgia: | În Franța:                                                                                             |
| - Comuna Heuvelland: - a. Nieuwkerke - b. Wulvergem - c. Wijtschate - d. Mesen - Comuna Ypres - e. Hollebeke - Comuna Zonnebeke - e. Zandvoorde - d. Wervik | - h. Comines - i. Warneton - j. Deûlémont - k. Frelinghien - l. Houplines - m. Armentières - n. Nieppe |

## Localități înfrățite
- Regatul Unit: Hedge End;
- Regatul Unit: Wolverton;
- Franța: Argenton-les-Vallées.